# Eberhard van Arenberg
Eberhard van Arenberg (Brussel, 18 februari 1892 - Vorst, 12 augustus 1969) was degene onder de Arenbergs die erkenning binnen de Belgische adel bekwam.

## Levensloop
Prins Eberhard Engelbert van Arenberg was de zoon van prins en hertog Jean-Baptiste Engelbert van Arenberg (1850-1914) en van prinses en hertogin Sophie van Arenberg (1871-1961). Jean-Baptiste was cavaleriemajoor in het Pruisische leger.
Eberhard was marineofficier in de keizerlijke marine. Hij trouwde in 1920 met gravin Louise de Merode (Loverval 13 september 1894 - Vorst 18 november 1969). Ze kregen drie zoons en een dochter.
Na de Eerste Wereldoorlog werden de vele bezittingen van de familie Arenberg in België, als deel van de door Duitsland verschuldigde herstelbetalingen, onder sekwester geplaatst. België kwalificeerde de Arenbergs als "vijandige ingezetenen". De hoofdverblijfplaatsen van de familie werden verkocht. Het Arenbergkasteel in Heverlee werd eigendom van de Katholieke Universiteit Leuven. Het Egmontpaleis werd eigendom van de stad Brussel en, in 1964, van de Belgische Staat, ten behoeve van het Ministerie van Buitenlandse Zaken. Niettemin burgerde Eberhard, onder meer door zijn huwelijk, volledig in België in en verkreeg in 1953 erkenning in de Belgische adel voor hem en al zijn nakomelingen die de naam dragen, met de titel van prins en het predicaat 'Doorluchtige Hoogheid'.
Hij was ridder van Eer en Devotie van de Orde van Malta. Hij was ook lid van de Koninklijke Academie voor Overzeese Wetenschappen.
Hij werd als familiehoofd opgevolgd door zijn oudste zoon, Jan Engelbert van Arenberg.